# Potsdamer Stadtschloss
Potsdamer Stadtschloss er en bygning i Potsdam, der blev opført i barokstil i 1662-1669 og udvidet 1744-1751 i rokokostil for Frederik den Store ved hofarkitekten Georg Wenzeslaus von Knobelsdorff. Slottet blev kraftigt beskadiget af bombninger i 1945 og blev nedrevet af DDR-styret 1959-1960. Slottet blev efter Tysklands genforening genopført baseret på de oprindelige tegnigner og stod færdigt i 2013. 
Slottet var sammen med Berliner Schloss officiel residens (vinter residens) for kurfyrsterne af Brandenburg, det senere Brandenburg-Preussen og kongerne af Preussen, som efter 1871 desuden var tyske kejsere.
Bygninger huser i dag parlamentet i den tyske delstat Brandenburg.
52°23′41″N 13°03′38″Ø / 52.39472°N 13.06056°Ø